# Сегбефия, Принс
Принс Сегбефия (фр. Prince Segbefia; 11 марта 1991, Ломе, Того) — тоголезский футболист, полузащитник турецкого клуба «Газиантеп» и сборной Того по футболу.

## Клубная карьера
Воспитанник юношеской команды «Спортинг» (Ломе), где провёл почти десять лет, после чего игроком заинтересовались клубы Франции, и Принс находился на просмотре в «Марселе», «Реймсе», «Ньоре» и «Сошо». Некоторые из клубов были заинтересованы в подписании тоголезца, но в связи с возрастом (16 лет) контракт так и не был подписан. После этого Сегбефия вернулся в Того, где он был замечен немецким тренером Винфридом Шефером, который в то время работал в «Аль-Айне» в Объединенных Арабских Эмиратах. Сегбефия согласился на предложение немецкого специалиста и подписал контракт с клубом. В связи с тем, что «Аль-Айн» по регламенту мог использовать только четырёх иностранцев в составе, Сегбефия провёл большую часть своего времени, играя за дубль.
В 2009 году Сегбефия вернулся на родину, где встретился с другим бывшим воспитанником «Спортинга» Эммануэлем Адебайором. Адебайор порекомендовал Принсу переехать во Францию и связаться с Фрэнсисом де Таддео, который тренировал его в «Мекке», а теперь работает директором молодёжной академии «Осера». После успешного испытания с французским клубом Сегбефия подписал однолетний любительский контракт. Принс провёл сезон 2009/10, играя за команду до 19 лет, после чего стал выступать в резервной команде в любительском чемпионате (четвёртом по уровню во французском футболе), где провёл сезон 2010/11, сыграв в 17 матчах, в которых забил один гол.
В апреле 2011 года Сегбефия был включён тренером Жаном Фернандесом в основную команду, за которую дебютировал в победном матче над «Тулузой» (1:0), выйдя на замену. Через неделю Принс сыграл свой первый матч в основе, отыграв весь матч против «Ланса». Всего до конца сезона Сегбефия сыграл в четырёх матчах и 6 мая 2011 года подписал трёхлетний профессиональный контракт с клубом.
В сезоне 2011/12 Сегбефия сыграл в 15 матчах чемпионата, однако команда заняла последнее 20 место в Лиге 1 и вылетела из элитного дивизиона. Несмотря на уход некоторых игроков основного состава, Сегбефия так и не смог стать полноценным основным игроком команды, сыграв в следующих двух сезонах 20 и 21 матч соответственно, после чего клуб «Осер» не продлил контракт с тоголезцом.
В июле 2014 года на правах свободного агента подписал двухлетний контракт с луганской «Зарей». За новую команду дебютировал 11 августа в матче чемпионата Украины против «Ильичёвца», выйдя на 70 минуте вместо Желько Любеновича. Всего сыграл за луганскую команду 9 матчей в национальном чемпионате и забил один гол (в ворота «Днепра»). 3 игры провёл в Кубке Украины, отметившись одним точным выстрелом, а также был задействован в матчах Лиги Европы, где сыграл две игры против «Фейеноорда». В начале марта 2015 года разорвал контракт по обоюдному согласию сторон. На тот момент трансферное окно в Европе уже закрылось, поэтому футболист оказался в неудобном положении: он уже не мог быть заявленным в другой европейский чемпионат до конца сезона.
Летом 2015 года стал игроком турецкого «Элязыгспора», где провёл следующий сезон, сыграл 24 матча и забил 5 голов, после чего перешёл в другой турецкий клуб «Гёзтепе». В футболке «Гёзтепе» играл полтора сезона, за которые провёл 28 игр (3 мяча) в чемпионате и 5 игр (1 мяч) в кубке Турции.
12 января 2018 года подписал контракт с еще одним турецким клубом «Газиантеп».

## Выступления за сборную
В 2006 году дебютировал в составе сборной Того до 17 лет в товарищеском матче против сверстников из Буркина-Фасо. В следующем году Сегбефия был включён в заявку сборной на домашний кубок Африки до 17 лет, где выходил во всех пяти матчах команды и помог ей дойти до финала, в котором тоголезцы уступили Нигерии (0:1). Этот результат позволил сборной Того до 17 лет квалифицироваться на юношеский чемпионат мира 2007 года в Южной Корее, куда Сегбефия также поехал. На «мундиале» Принс выходил в двух матчах группового этапа — в основе на игру против сверстников из Коста-Рики (1:1) и на замену в проигранном (1:2) решающем матче против хозяев турнира корейцев. В итоге сборная Того завершила групповой этап на последнем месте и покинула турнир.
4 сентября 2011 года дебютировал в официальных матчах в составе национальной сборной Того в отборе на Кубок африканских наций 2012 года против сборной Ботсваны. Принс вышел в основе и на 90 минуте был заменён на Лалавеле Атакору, а тоголезцы победили (1:0). В составе сборной был участником Кубка африканских наций 2013 в ЮАР, где сыграл в двух матчах, а сборная дошла до четвертьфинала.